# Calosota longigasteris
Calosota longigasteris är en stekelart som beskrevs av Yang 1996. Calosota longigasteris ingår i släktet Calosota och familjen hoppglanssteklar. Inga underarter finns listade.